# Cam Clarke
Cameron Arthur "Cam" Clarke (født 6. november 1957) er en amerikansk skuespiller og tegnefilmsdubber. Han er bedst kendt som stemmen bag Leonardo og Rocksteady i 
1987-version af Teenage Mutant Ninja Turtles.